# Place de Damloup
La place de Damloup est une voie de Toulouse, chef-lieu de la région Occitanie, dans le Midi de la France.

## Situation et accès

### Description
La place de Damloup est une voie publique. Elle se situe au cœur du quartier Saint-Aubin.

### Voies rencontrées
La place de Damloup rencontre les voies suivantes, dans l'ordre des numéros croissants :
1. Rue Gabriel-Péri
2. Rue Maury
3. Rue de Thionville
4. Rue Gabriel-Péri
5. Rue Nicolas-Bachelier
6. Rue Arnaud-Vidal

## Odonymie
La place semble avoir été désignée, à l'origine, du nom de Fabre : il s'agit probablement du nom d'un propriétaire qui y possédait des terrains. Le 12 avril 1947, le conseil municipal, souhaitant éviter les homonymies des noms de rues, décida de renommer la place en hommage au village de Damloup (Meuse) : situé au nord de Verdun, il fut en 1916 le théâtre de violents combats, auxquels participa le 14e régiment d'infanterie, qui avait sa garnison à Toulouse, à la caserne Niel.

## Patrimoine et lieux d'intérêt
- no  7 : immeuble (deuxième moitié du XIXe siècle)[1].